# Faculdade de Tecnologia e Ciências de Pernambuco
A Faculdade de Tecnologia e Ciências de Pernambuco (FATEC) é uma faculdade privada situada no Recife, no Estado de Pernambuco, Brasil.
No dia 05/04/2019 o Diretor Geral Veríssimo Crescêncio Neto morreu.

## História
A FATEC é uma instituição criada pelos fundadores do curso de informática da UFPE (Universidade Federal de Pernambuco).
No dia 05/04/2019 o Diretor Geral Veríssimo Crescêncio Neto morreu.

## Cursos

### Graduação
- Ciências da Computação

### Pós-graduação
- Psicopedagogia Clinica
- Psicopedagogia
- Ensino da Biologia e Meio Ambiente
- Ensino da Geografia
- Gestão de Pessoas
- Educação Inclusiva
- Educação Infantil
- Informática na Educação
- Redes de Computadores
- Engenharia de Software
- Banco de Dados
- Gestão e Coordenação Pedagógica
- Ensino de Matemática
- Ensino da Língua Portuguesa
- Desenvolvimento de Sistemas Web